# Olympic Project for Human Rights

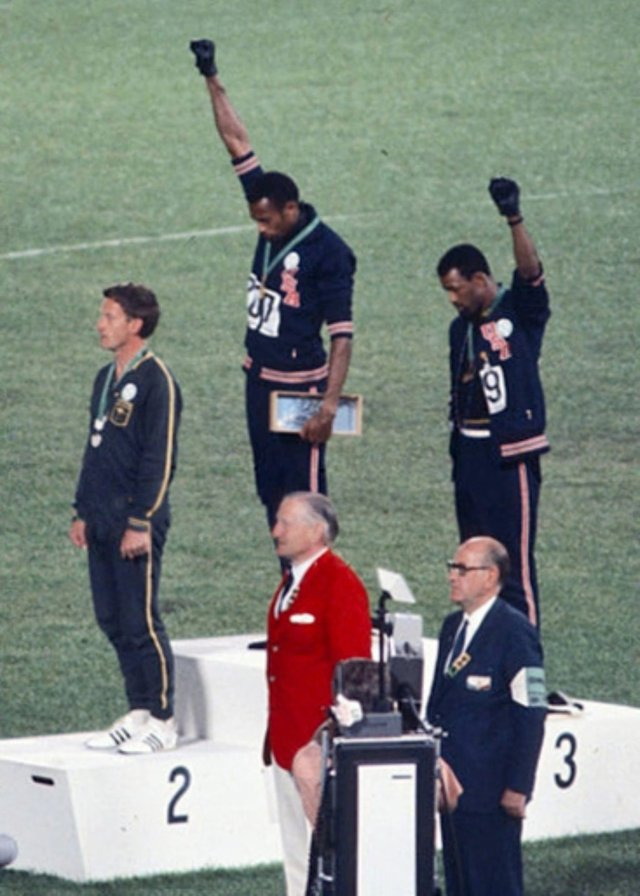
Podium du 200 m des Jeux olympiques de 1968 : poings levés, les américains Tommie Smith et John Carlos et l'australien Peter Norman. Notez le badge blanc de l'OPHR que les trois athlètes portent sur le cœur.

L’Olympic Project for Human Rights (projet olympique pour les droits de l'homme) ou OPHR est une organisation cofondée par le sociologue Harry Edwards et d'autres personnalités, dont l'athlète Tommie Smith, en octobre 1967.
Le but de l'organisation était de protester contre la ségrégation raciale aux États-Unis et dans le monde (comme en Afrique du Sud), et le racisme dans le sport en général. La plupart des membres de l'OPHR étaient des athlètes afro-américains ou des dirigeants communautaires. 
Le groupe a plaidé en faveur d'un boycott des Jeux olympiques d'été de 1968 de Mexico, et alors que le boycott n'a pas réussi à se concrétiser, les sprinters Tommie Smith, John Carlos et Peter Norman portèrent des badges de l'OPHR au cours de la cérémonie de remise des médailles pour le 200 mètres. Tommie Smith et John Carlos ont également soulevé leurs poings gantés de noir lors de l'hymne national des États-Unis.